# 佐賀車站
佐賀車站（日语：〔〕／ Saga eki */?）是位於佐賀縣佐賀市站前中央，屬於九州旅客鐵道（JR九州）長崎本線的車站。本站是佐賀縣及佐賀市的代表車站，每日以該站為始發站和終點站的長崎本線、佐世保線、唐津線的列車共計有190次。2023年度1日平均乘車人員為11,722人，屬佐賀縣第一位；在九州則位居第11位。

## 車站構造

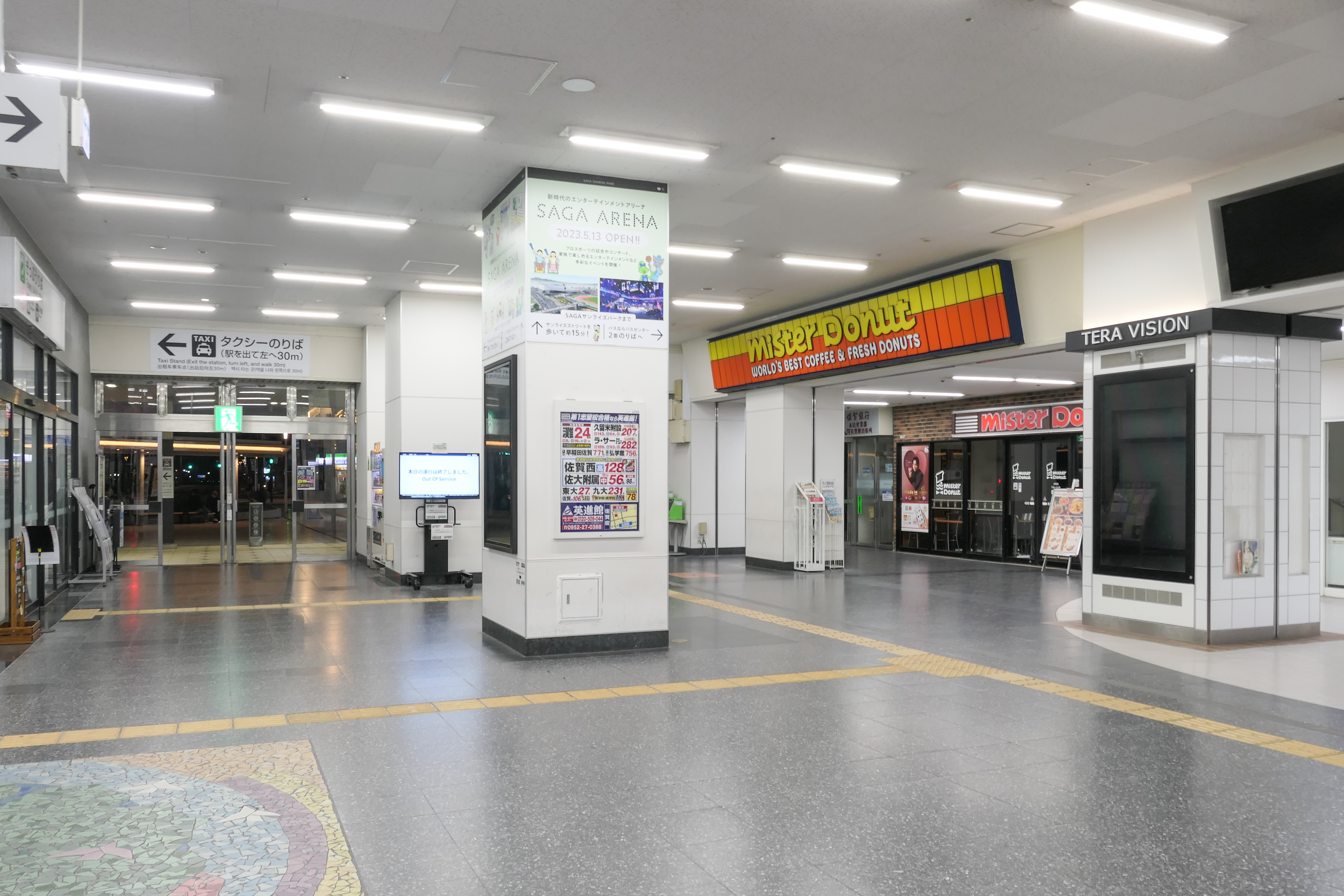
車站大廳（2024年2月）

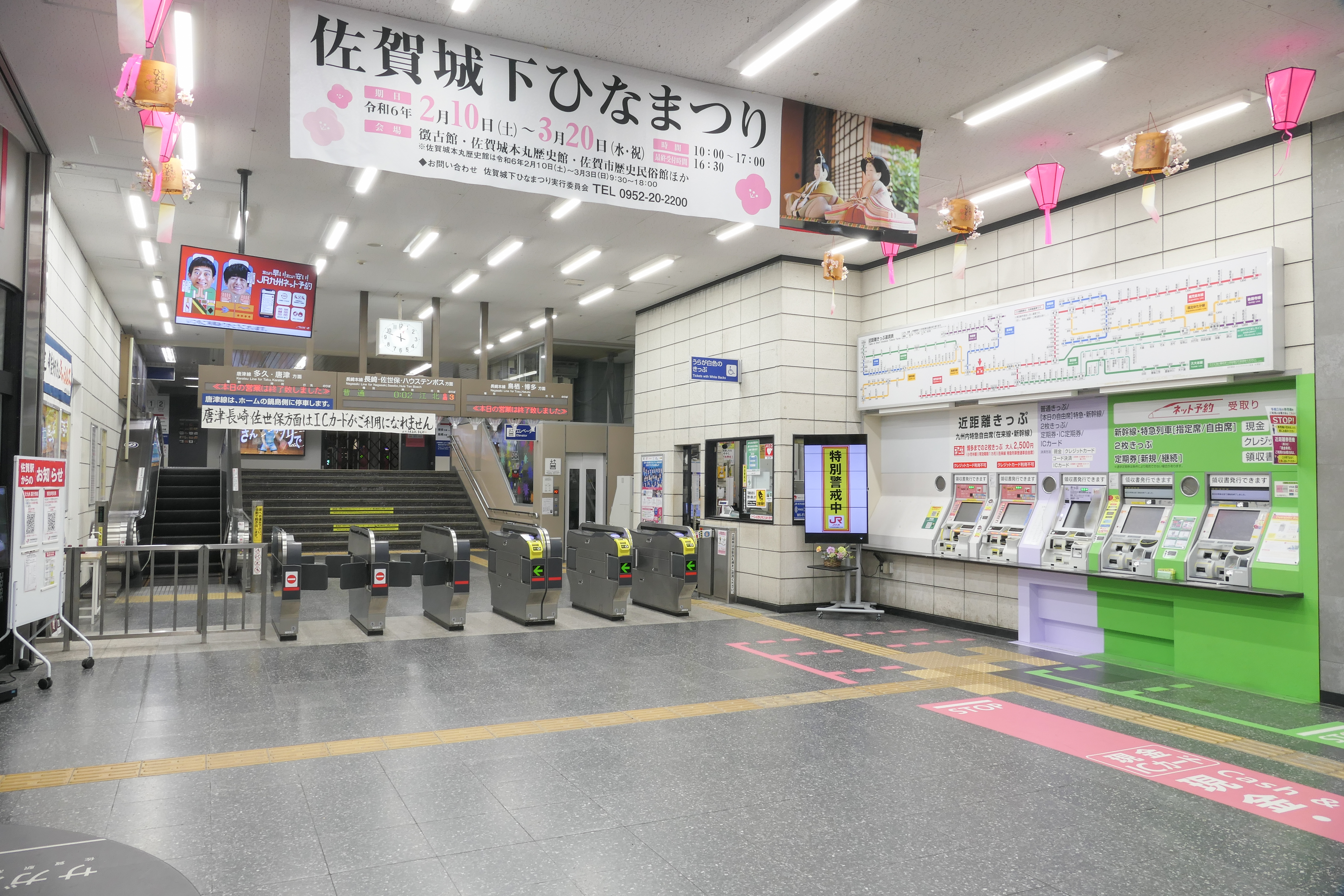
驗票閘口（2024年2月）

此站是配置兩個島式月台共四條軌道的高架車站。站內有售票窗口以及自動售票機，置物櫃，並設有觀光案內所與JR九州旅行佐賀支店。

### 月台配置

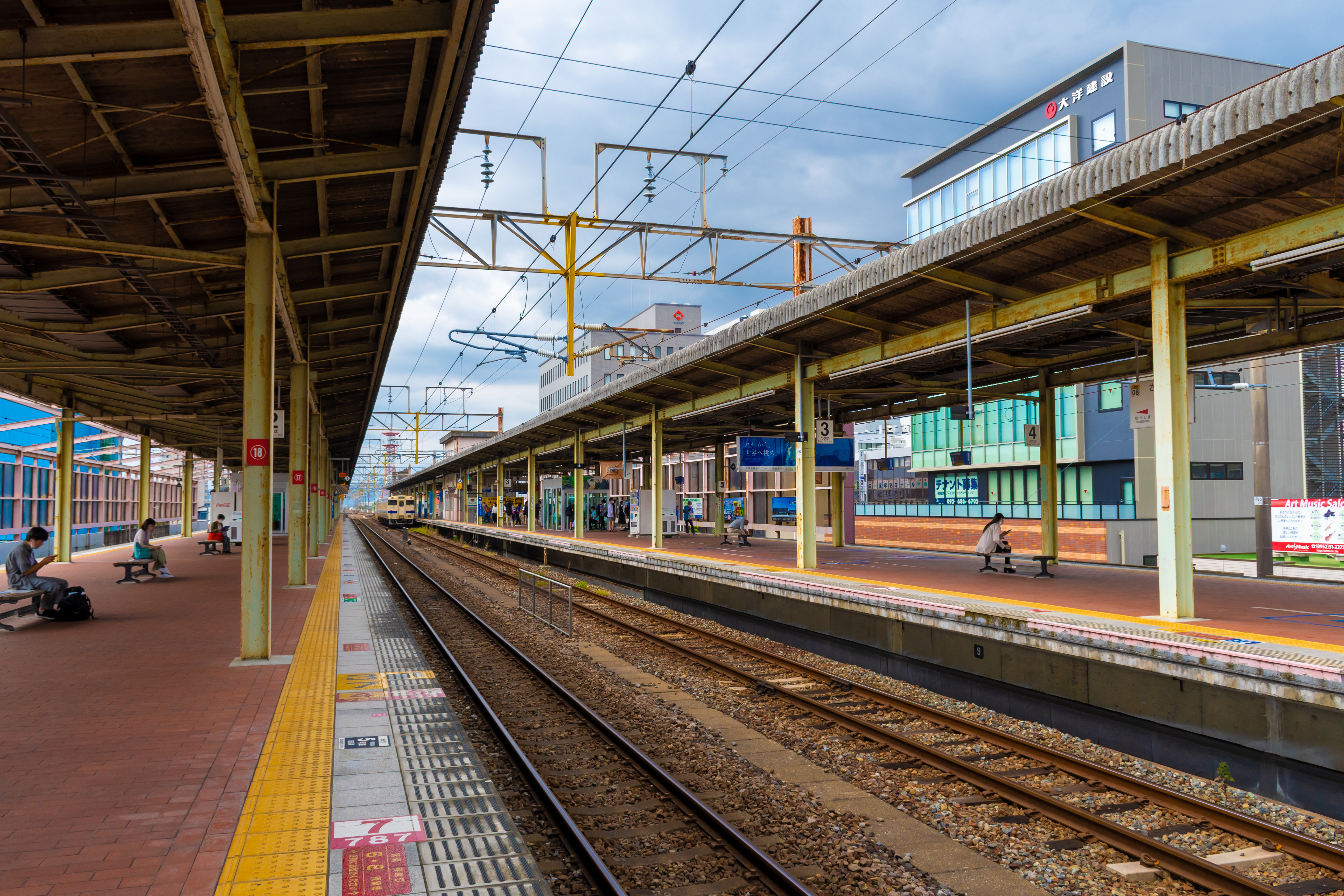
2號月台（2021年10月）

| 月台 | 路線                            | 方向                         | 目的地                       |
| ---- | ------------------------------- | ---------------------------- | ---------------------------- |
| 1    | 長崎本線                        | 下行                         | 江北、多良、早岐方向         |
| 1    | 長崎本線                        | 上行                         | 吉野ケ里公園、鳥栖方向       |
| 1    | ■唐津線                         |                              | 小城、多久、唐津、西唐津方向 |
| 2    | 長崎本線                        | 下行                         | 江北、多良、早岐方向         |
| 2    | □特急「鷗」「綠」「豪斯登堡」   | 下行                         | 長崎、佐世保、豪斯登堡方向   |
| 3    | 長崎本線                        | （只限雙方向早晚一部分列車） | （只限雙方向早晚一部分列車） |
| 3    | □特急「鷗」（只限此站始發列車） | 上行                         | 新鳥栖、博多、吉塚方向       |
| 3    | ■唐津線                         |                              | 小城、多久、唐津、西唐津方向 |
| 4    | 長崎本線                        | 上行                         | 吉野里公園、鳥栖方向         |
| 4    | □特急「鷗」「綠」「豪斯登堡」   | 上行                         | 新鳥栖、博多方向             |

## 歷史

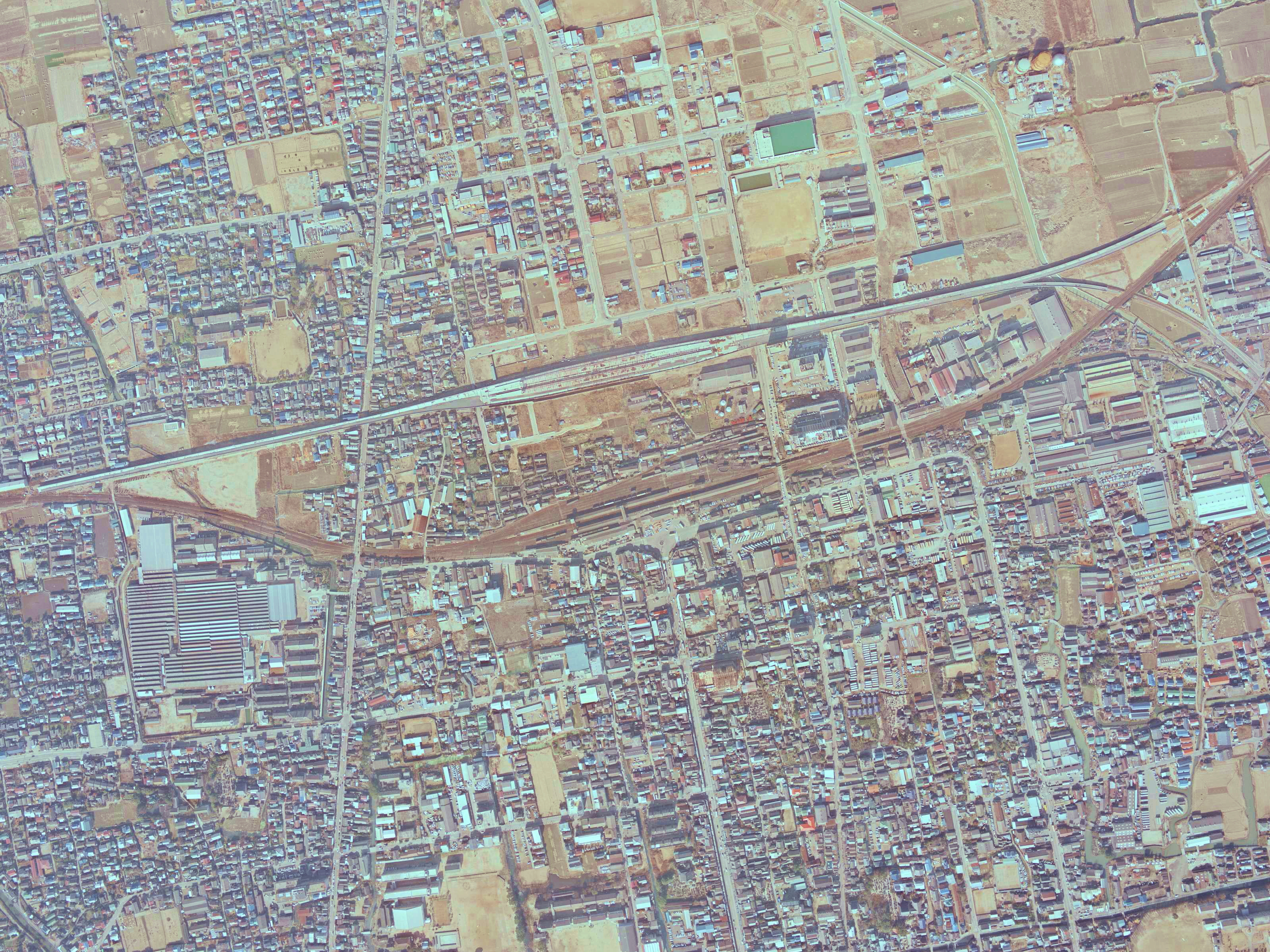
高架化中的佐賀站及駅周邊的空中寫真（1975年1月）

- 1891年8月20日：九州鐵道車站開設[1]。
- 1907年7月1日：九州鐵道國有化[2]。
- 1935年5月25日：佐賀線本站～筑後大川站開通，全線完成[3]。
- 1976年2月19日：高架化工程完成，車站向北移約100米[1][4]。貨物提取服務取消（改由鍋島站負責[1][5]。
- 1977年：整備北口廣場[6]。
- 1986年11月1日：取消手提行李提取[1]。
- 1987年：

- 3月28日：佐賀線全線廢線。
- 4月1日：國鐵分割民營化下、轉移至JR九州。

- 2002年10月5日：增設閘機[7][8]。
- 2009年3月1日：開始可以使用IC卡「SUGOCA」[9]。
- 2012年2月29日：西口改札口關閉。
- 2016年10月21日：改札前大堂裝修完成。電子告示版「TERA VISION」設置[10]。
- 2021年：

- 5月10日：佐賀站北口廣場（約2,800m2）完成。
- 6月1日：南口廣場整備工程開展。

- 2022年10月8日：月台引入復活邪神系列的樂曲為發車音樂。（同時唐津站也導入相同的發車音樂[12]。
- 2023年4月26日：隨えきマチ1丁目（日语：えきマチ1丁目）佐賀西館開業、原來閉鎖的西口改札重新投入服務（但只係使用IC卡）。
- 2024年10月3日：「SUGOCA」利用範圍擴展至佐賀以西及以南的車站：

- 長崎本線（佐賀～江北）
- 佐世保線（江北～佐世保）
- 大村線（早岐 - 豪斯登堡）

## 利用狀況
以下是每年平均使用情況：
| 年度 | 1日平均 乘車人員 | 出處        |
| ---- | ---------------- | ----------- |
| 2000 | 10,371           | [ 統計 1 ]  |
| 2001 | 10,157           | [ 統計 1 ]  |
| 2002 | 10,312           | [ 統計 1 ]  |
| 2003 | 10,421           | [ 統計 1 ]  |
| 2004 | 10,602           | [ 統計 1 ]  |
| 2005 | 10,807           | [ 統計 1 ]  |
| 2006 | 11,084           | [ 統計 1 ]  |
| 2007 | 11,228           | [ 統計 1 ]  |
| 2008 | 11,356           | [ 統計 1 ]  |
| 2009 | 11,097           | [ 統計 1 ]  |
| 2010 | 11,390           | [ 統計 1 ]  |
| 2011 | 11,697           | [ 統計 1 ]  |
| 2012 | 11,949           | [ 統計 1 ]  |
| 2013 | 12,432           | [ 統計 1 ]  |
| 2014 | 12,023           | [ 統計 2 ]  |
| 2015 | 12,251           | [ 統計 3 ]  |
| 2016 | 12,341           | [ 統計 4 ]  |
| 2017 | 12,535           | [ 統計 5 ]  |
| 2018 | 12,624           | [ 統計 6 ]  |
| 2019 | 12,348           | [ 統計 7 ]  |
| 2020 | 8,546            | [ 統計 8 ]  |
| 2021 | 9,404            | [ 統計 9 ]  |
| 2022 | 10,619           | [ 統計 10 ] |
| 2023 | 11,722           | [ 統計 11 ] |

## 相鄰車站
九州旅客鐵道
 長崎本線
■特急「接力海鷗」、「綠」、「豪斯登堡」、「喜鵲」
新鳥栖（JH02）－佐賀（JH08）－江北
註1：「綠」及「豪斯登堡」15號和40號會加停吉野里公園（JH05）
註2：部份「接力海鷗」會直接駛往武雄溫泉而不停靠江北
■區間快速（只限上行運行）、■普通
伊賀屋（JH07）－佐賀（JH08）－鍋島
■唐津線（此站－久保田站間長崎本線）
佐賀－鍋島

### 曾經存在的路線
日本國有鐵道
佐賀線
佐賀－東佐賀

### 統計數據
1. ↑  佐賀縣統計年鑑
2. ↑  佐賀縣統計年鑑（平成27年度）第12章　運輸及び通信—12.7 鉄道乗降客数及び貨物発着トン数
3. ↑  佐賀縣統計年鑑（平成28年度）第12章　運輸及び通信—12.7 鉄道乗降客数及び貨物発着トン数
4. ↑   (PDF). 九州旅客鉄道. 2017-07-31  [2017-08-01]. （原始内容 (PDF)存档于2017-08-01）.
5. ↑   (PDF). 九州旅客鉄道.   [2019-03-10]. （原始内容 (PDF)存档于2019-07-06） （日语）.
6. ↑   (PDF). 九州旅客鉄道.   [2018-07-13]. （原始内容存档 (PDF)于2019-12-06） （日语）.
7. ↑  駅別乗車人員上位300駅（2019年度） （页面存档备份，存于），JR九州。
8. ↑  駅別乗車人員上位300駅（2020年度） （页面存档备份，存于），JR九州。
9. ↑  駅別乗車人員上位300駅（2021年度） （页面存档备份，存于），JR九州。
10. ↑  駅別乗車人員上位300駅（2022年度） （页面存档备份，存于），JR九州。
11. ↑   (PDF).   [2024-10-26]. （原始内容存档 (PDF)于2024-09-19）.